# Орловка (Иглинский район)
Орловка (баш. Орловка) — деревня в Иглинском районе Республики Башкортостан Российской Федерации. Входит в состав Красновосходского сельсовета. 

## География

### Географическое положение
Расстояние до:
- районного центра (Иглино): 93 км,
- центра сельсовета (Красный Восход): 8 км,
- ближайшей ж/д станции (Улу-Теляк): 6 км.

## Население
| 2002 | 2009 | 2010 |
| ---- | ---- | ---- |
| 137  | ↘127 | ↘90  |

Национальный состав
Согласно переписи 2002 года, преобладающие национальности — марийцы (48 %), русские (32 %).